# Бессанкур
Бессанкур (фр. Bessancourt) — муниципалитет во Франции, в регионе Иль-де-Франс, департамент Валь-д'Уаз. Население — 7621 человек (1999).
Муниципалитет расположен на расстоянии около 22 км северо-западнее Парижа, 12 км восточнее Сержи.

## Демография
Динамика населения (Cassini и INSEE):